# Diopsiulus latens
Diopsiulus latens är en mångfotingart som beskrevs av Filippo Silvestri 1916. Diopsiulus latens ingår i släktet Diopsiulus och familjen Stemmiulidae. Inga underarter finns listade i Catalogue of Life.